# The Head Guy
The Head Guy è un cortometraggio statunitense del 1930, diretto da Fred Guiol, con Harry Langdon.

## Trama
In una notte di tempesta, Harry deve sostituire il capostazione Kennedy, appena diventato padre di due gemelli.
Smonta dal treno una troupe di artisti di varietà, che approfitta della sosta prolungata alla stazione per provare lo spettacolo.
Harry si unisce per un numero alle ballerine di fila in vesti succinte, suscitando la gelosia della fidanzata Nancy, che manifesta l'intenzione di lasciarlo.
Più avanti è Nancy stessa che si cimenta con il ballo, e vi riesce a tal punto che viene ingaggiata per la tournée. Quando tuttavia la compagnia sta per imbarcarsi su un nuovo treno, Nancy non se la sente di lasciare Harry, ed i due si riappacificano.